# غادفة سويسرية
غادفة سويسرية (الاسم العلمي: Diaptomus helveticus) هي نوع من القشريات تتبع جنس الغادفة من فصيلة الغادفات.